# الجامل
الجامل قرية سوريّة تتبع إداريّاً لمحافظة حلب منطقة جرابلس ناحية مركز جرابلس، بلغ تعداد سكانها 2,091 نسمة حسب التعداد السكاني لعام 2004.